# Delme
Die Delme ist ein 46 km langes Fließgewässer in Niedersachsen südwestlich von Bremen.

## Verlauf
Der Fluss entspringt unterirdisch in Twistringen, erreicht jedoch bald die Oberfläche. Der Quellort wurde mit einem Findling markiert, der die Inschrift Delmequelle – 44 km bis zur Mündung trägt. Nach einer unterirdischen Querung des Twistringer Stadtkerns fließt die Delme über Harpstedt nach Delmenhorst. Dort speist der Fluss die Gräfte der abgegangenen Wasser-Burg Delmenhorst. Am Stadtrand von Bremen mündet die Delme in die Ochtum, einen linken Zufluss der Weser. Auf ihrer Fließstrecke erfährt die Delme einen Höhenunterschied von etwa 50 m.
In der Delme am Delmegarten in Delmenhorst wurde 1995 eine Fischaufstiegsanlage eingerichtet zur Wiederherstellung der biologischen Gewässerdurchgängigkeit vom Meer bis zur Quellregion.

## Hochwasserschutz

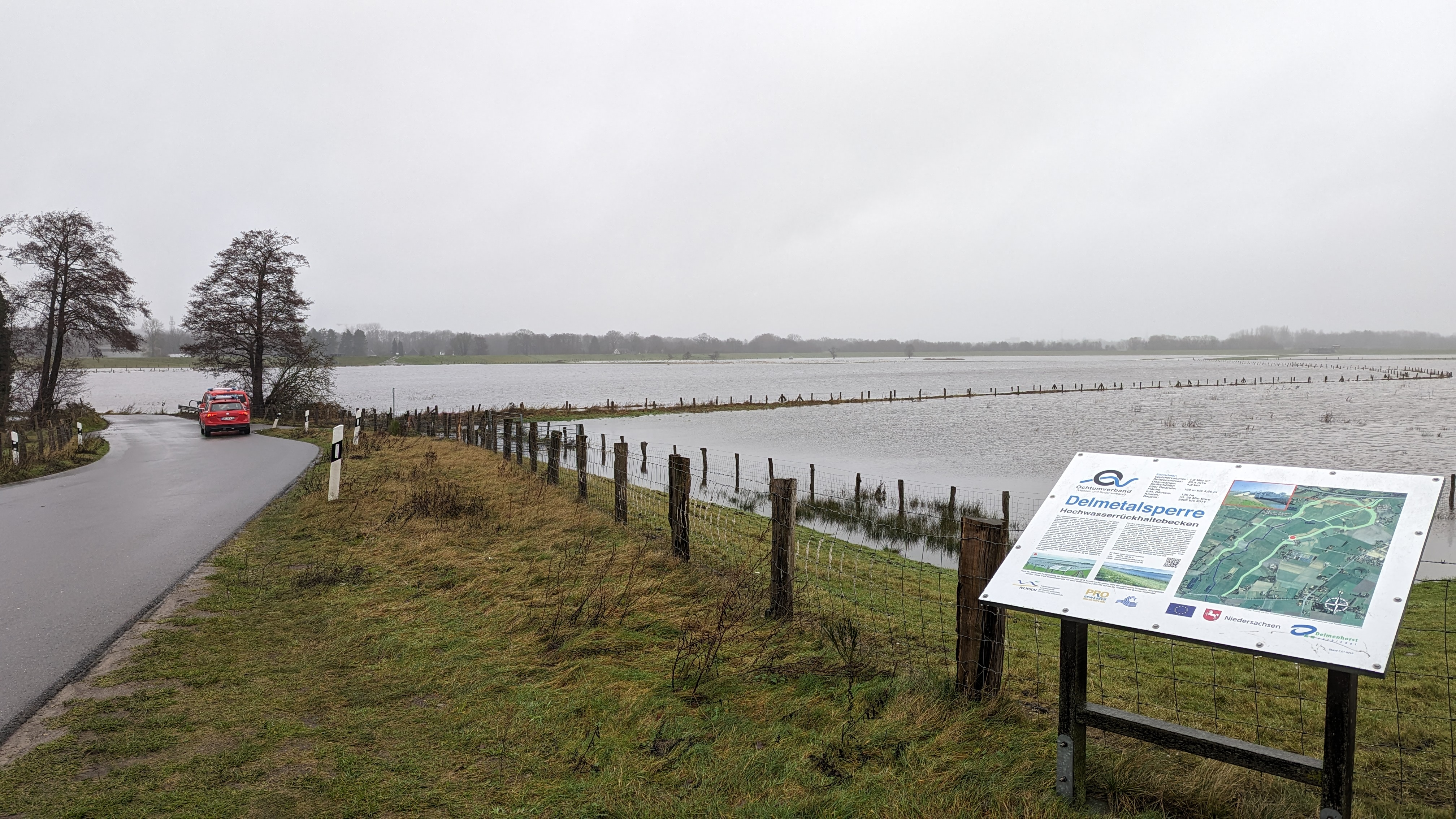
Die eingestaute Delmetalsperre am 24. Dezember 2023

Zum Schutz der Stadt Delmenhorst vor Überflutungen durch die Delme, wie beispielsweise im Oktober 1998, wurde bei Schlutter auf einem Gebiet von 125 Hektar ein Hochwasserrückhaltebecken gebaut. Dieses bietet Stauraum für 1,8 Millionen Kubikmeter Wasser. Das rund 20 Millionen Euro teure Projekt wurde nach neunjähriger Bauzeit im Frühjahr 2014 fertiggestellt. Die Kosten trugen zu 70 Prozent das Land Niedersachsen und zu 30 Prozent die Stadt Delmenhorst. Das Hochwasserrückhaltebecken wird vom Ochtumverband betrieben und unterhalten. Es wird auch als Deutschlands nördlichste Talsperre bezeichnet.
Nach einem ersten Probeeinstau im November 2015 kam es im Dezember 2023 durch ergiebige Regenfälle zu einer Hochwasserlage der Delme. Über die Weihnachtstage musste die Talsperre mit über 1 Million Kubikmeter Wasser eingestaut werden, wodurch Delmenhorst vor einer Katastrophe bewahrt wurde.
Weiter südlich in Holzkamp betreibt der Niedersächsischer Landesbetrieb für Wasserwirtschaft, Küsten- und Naturschutz einen Pegel, dessen Messwerte online zur Verfügung gestellt werden.

## Name
Der Flussname Delme geht wahrscheinlich auf den indogermanischen Begriff tel oder stel zurück mit der Bedeutung von etwas fließen lassen. Eine Namensbildung mit ‑(m)ana oder -(m)end/-(m)and ist anzunehmen. Das indogermanische dhelbh wird vermutet. Es bedeutet vertiefen, aushöhlen. Beschreibungen des Flusses Delme bestätigen die Herkunft: Geestflüsse wie die Delme und die Welse haben sich mit ihren Talauen tief in diese Grundmoränenplatte eingeschnitten.

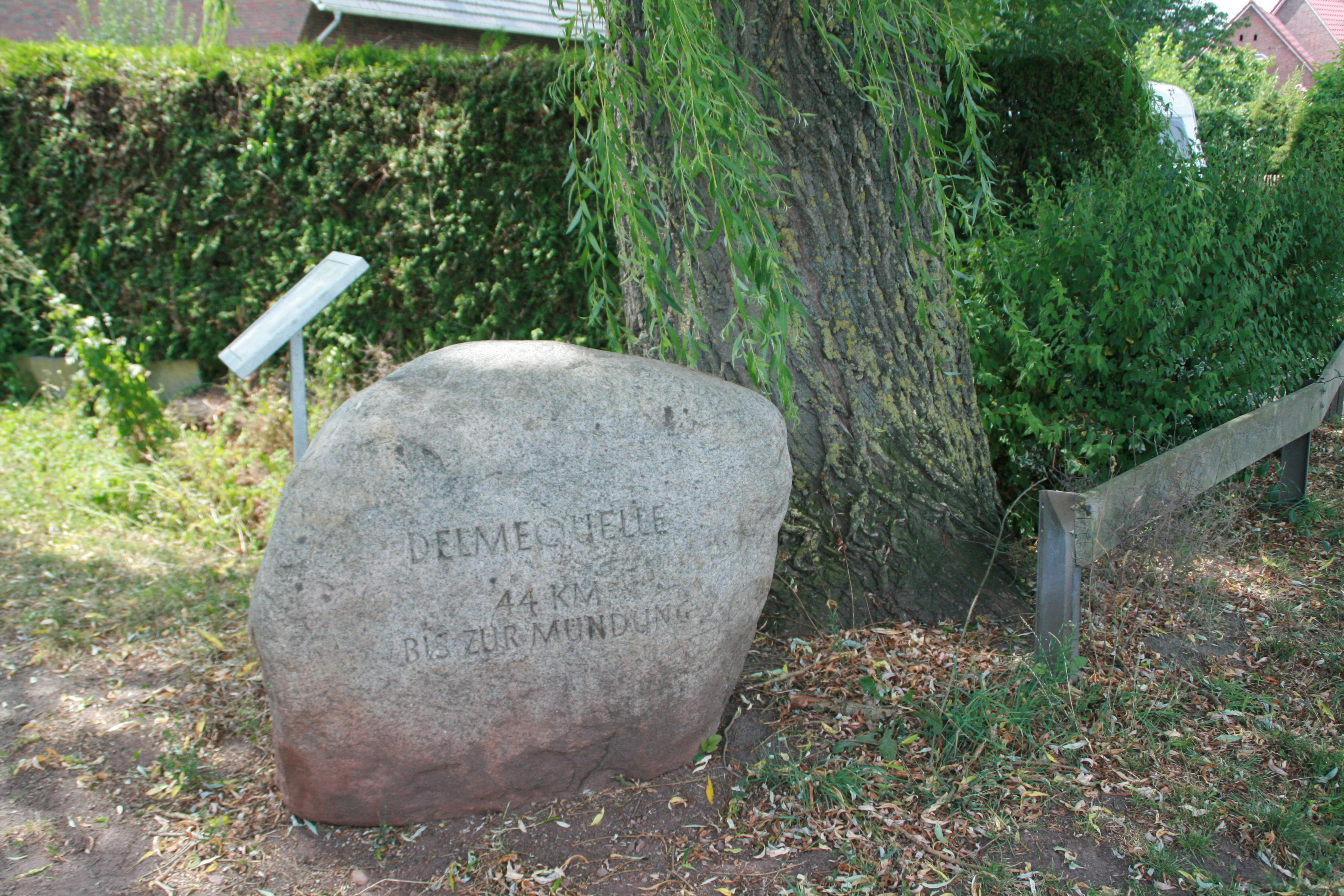
Delmequelle in Twistringen
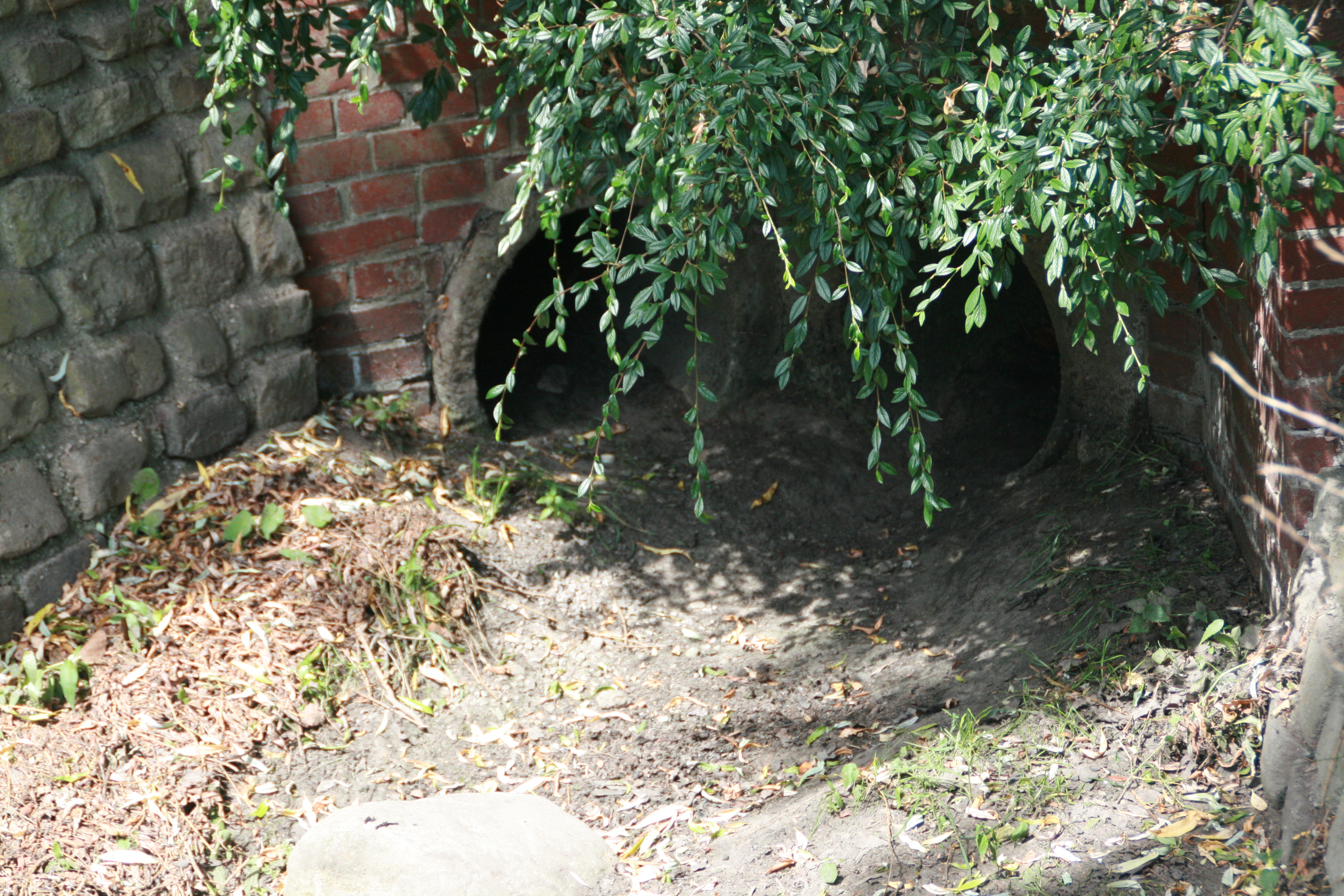
Quellort in Twistringen
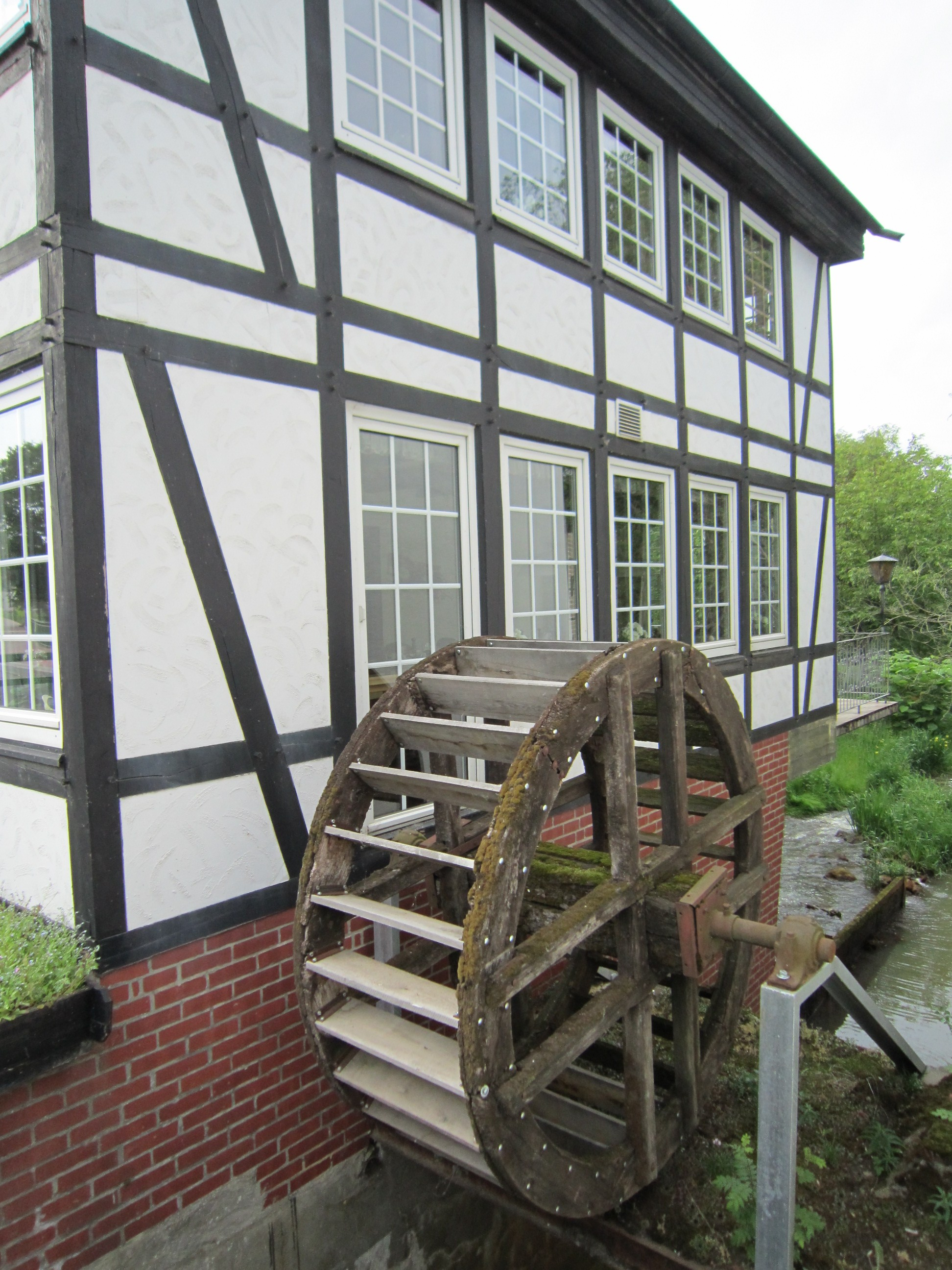
Wassermühle Harpstedt an der Delme
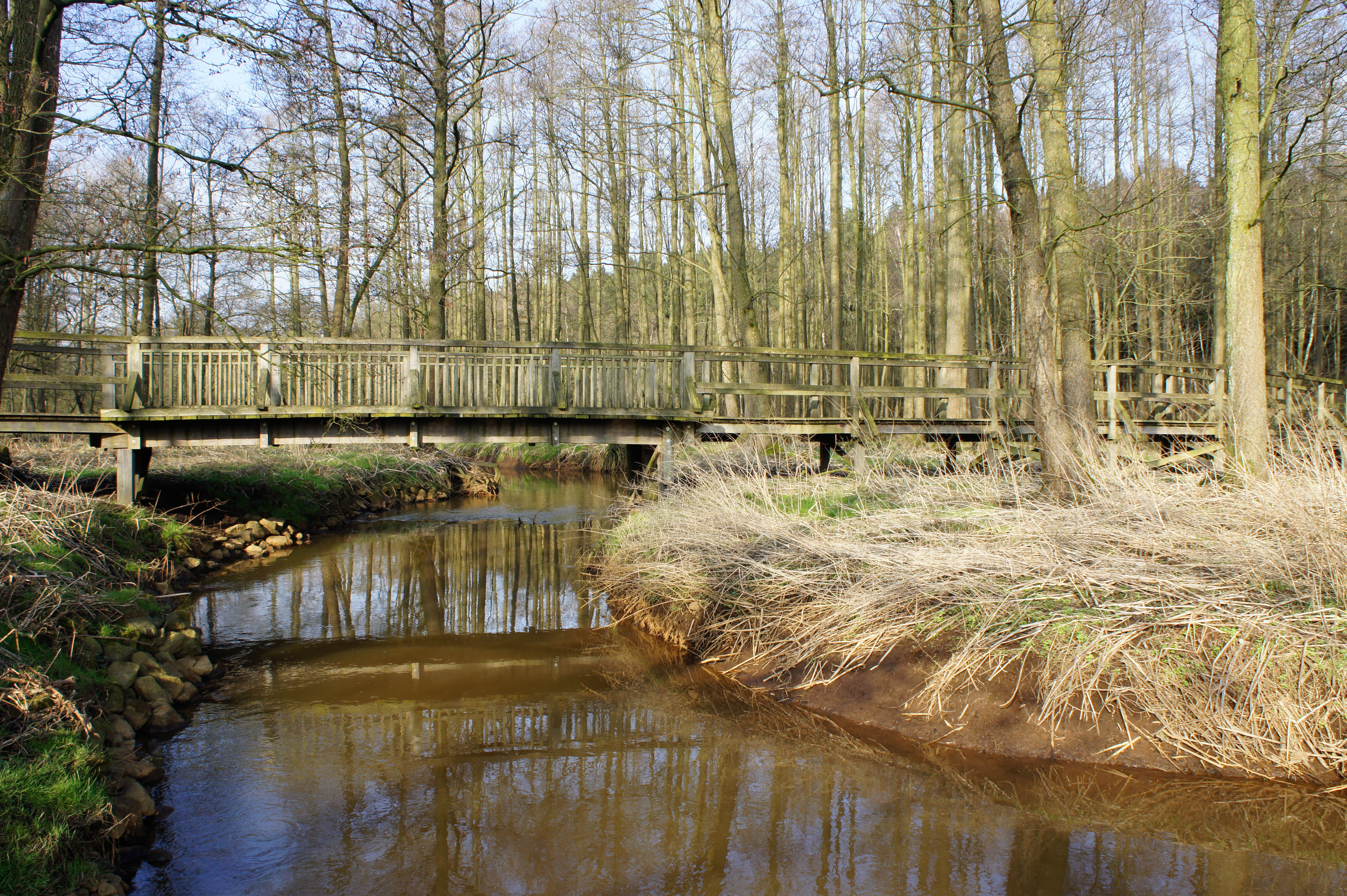
Bei der Ozeanbrücke
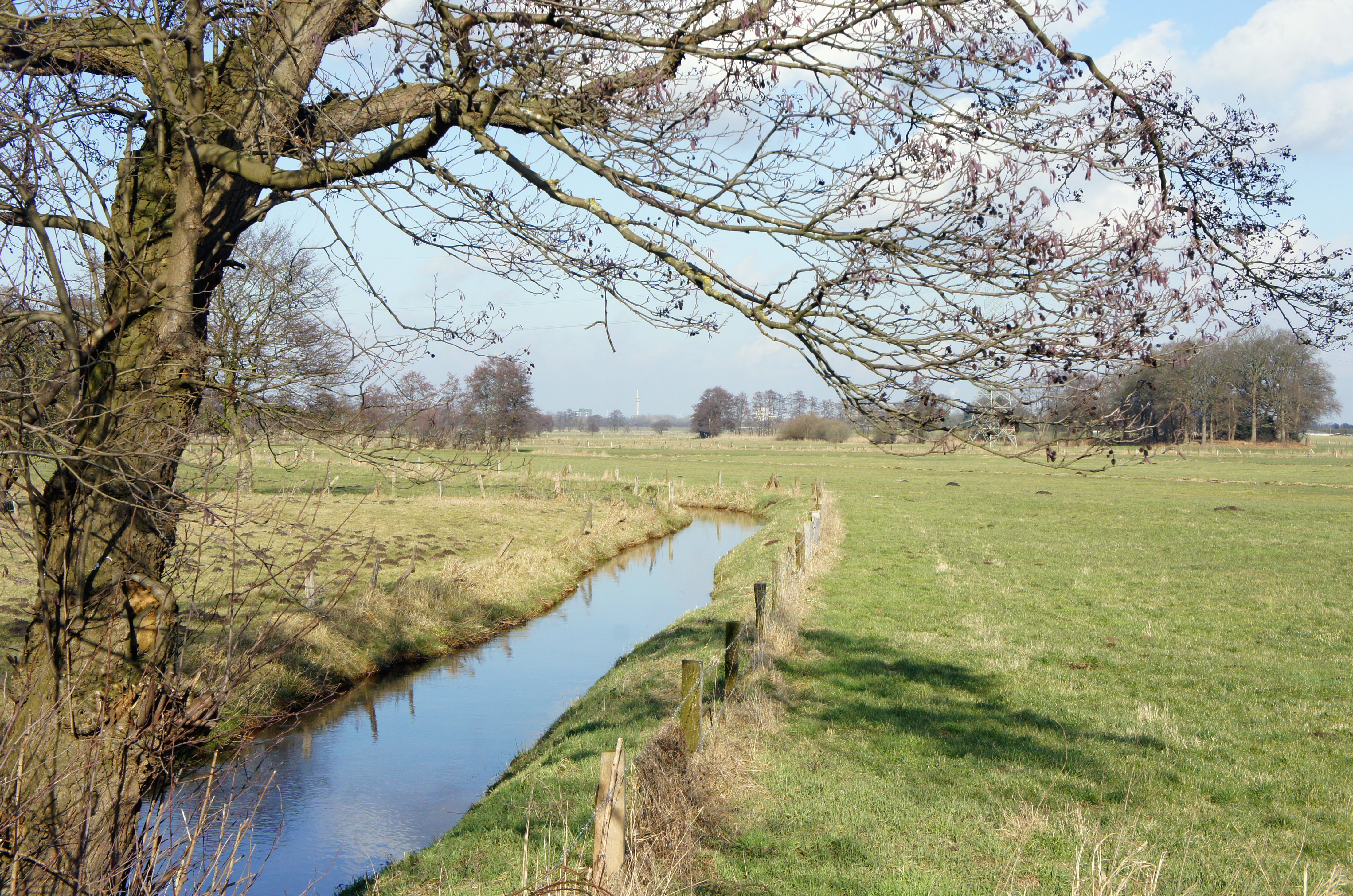
Die „Kleine Delme“ bei Holzkamp
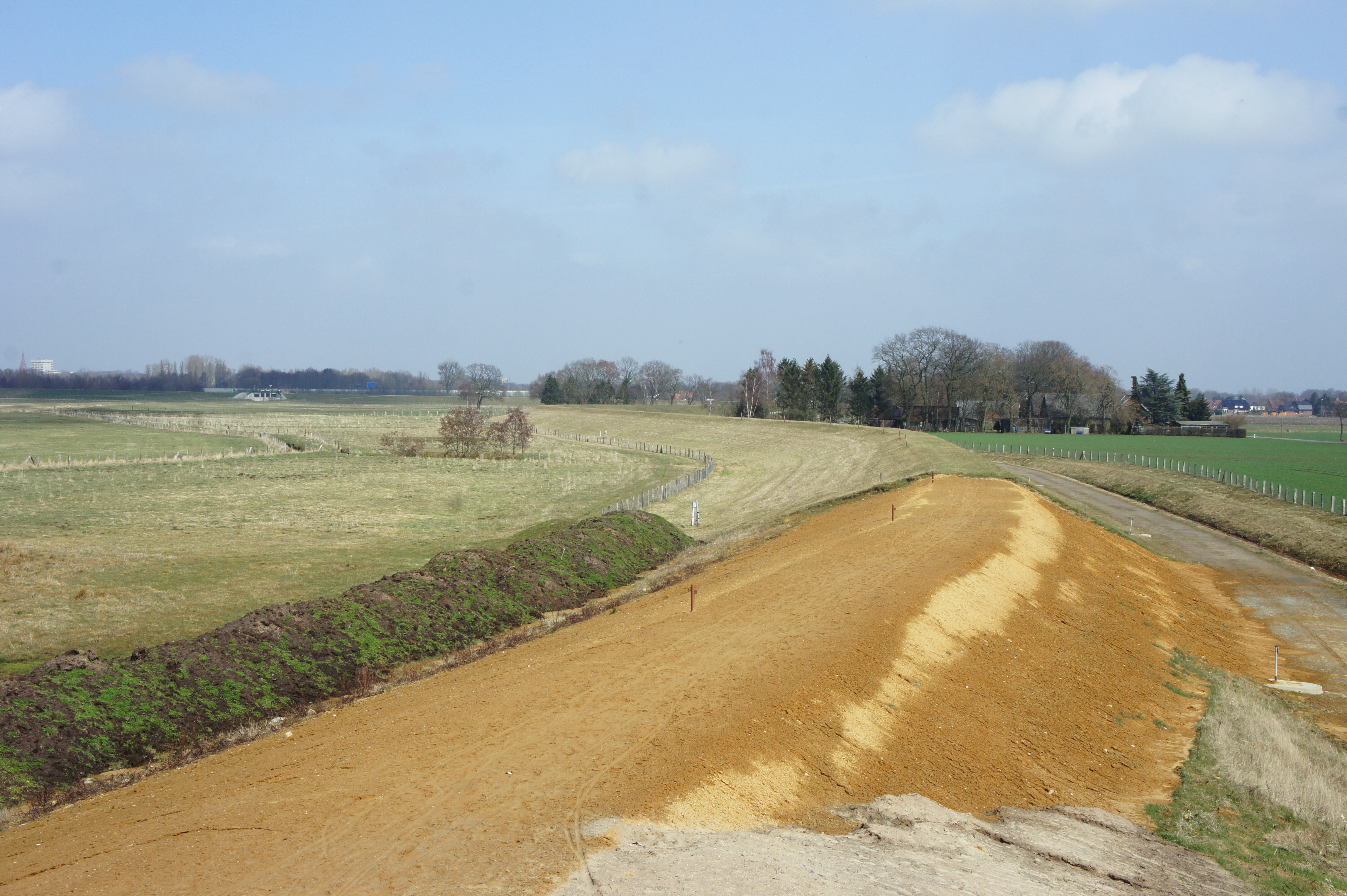
Delme Rückhaltebecken in Bau (April 2013)
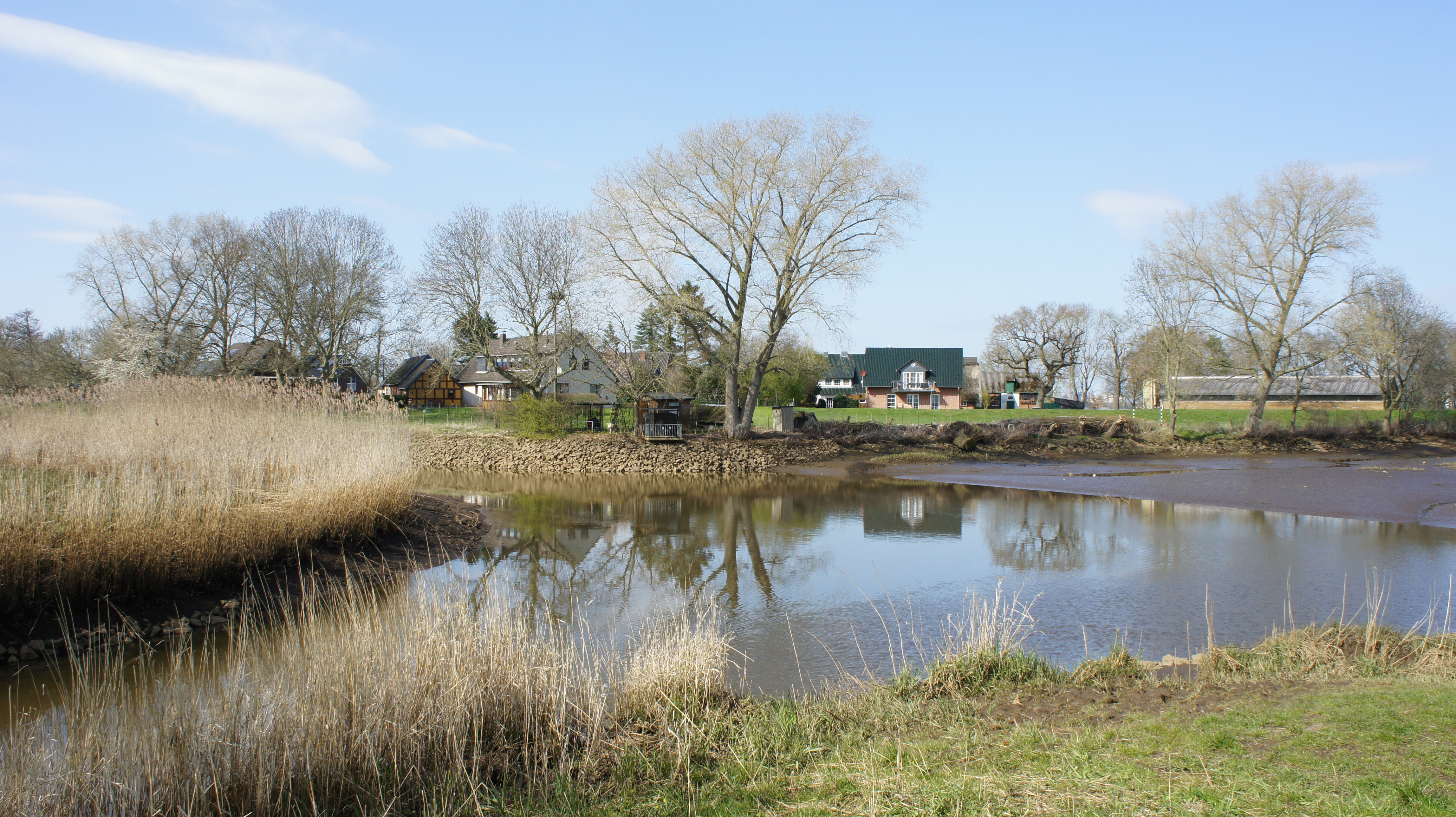
Delmemündung in die Ochtum
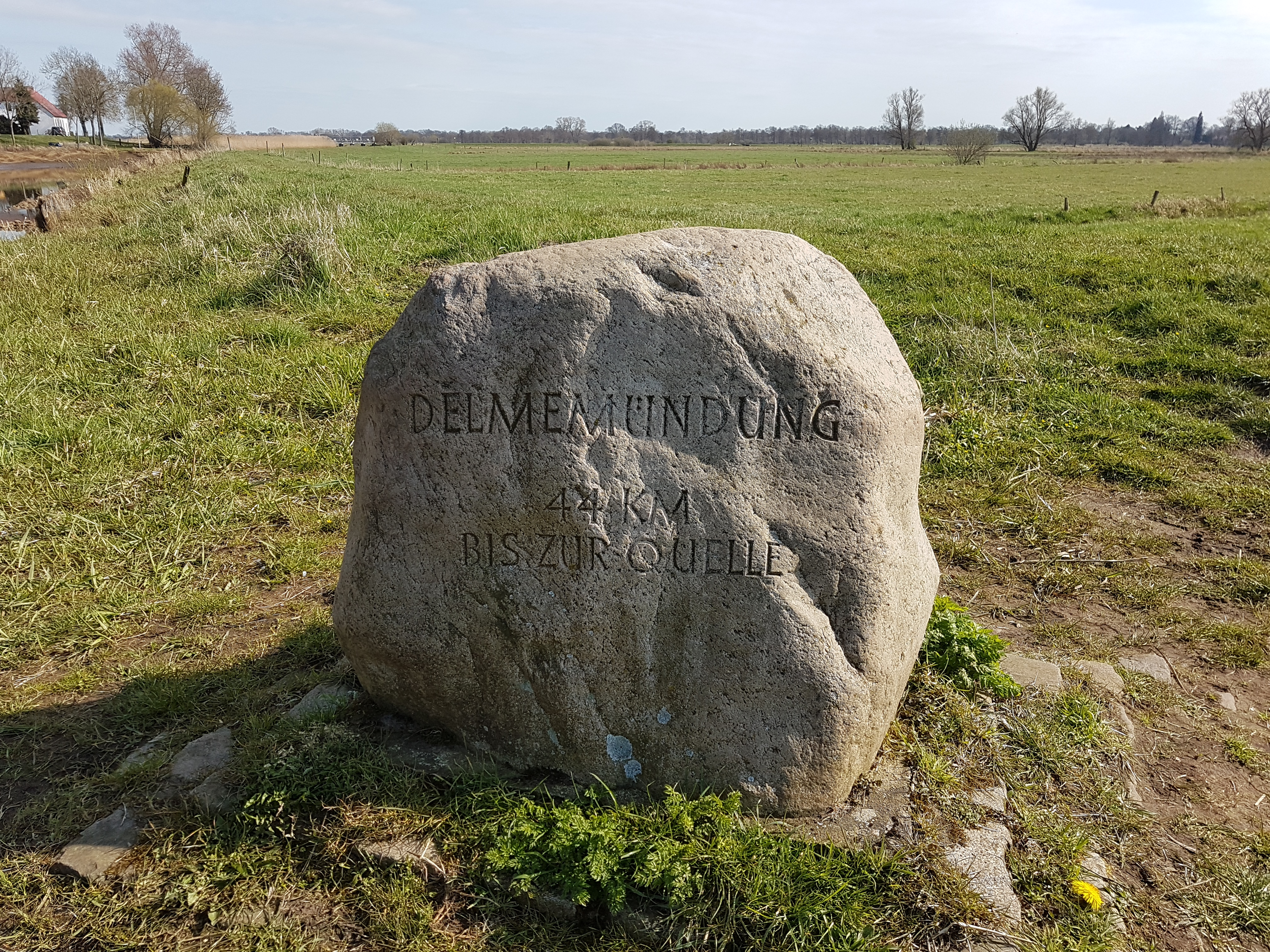
Findling bei der Delmemündung